# Frederico I da Áustria
Frederico I (1175 – 16 de Abril de 1198), foi Duque da Áustria, pertencente à família Babemburgo. Ele era filho do Duque Leopoldo V e, em 1197, participou na Cruzada do Imperador Henrique VI.
Morreu quando retornava da Palestina.